# SzSS Akademia Tbilisi
SzSS Akademia Tbilisi – gruziński klub koszykarski założony w 2007 roku, związany z gruzińskim Ministerstwem Spraw Zagranicznych. Do 2009 roku nosił nazwę Imedi Tbilisi. Mistrz Gruzji i zdobywca Pucharu Gruzji w sezonie 2012/2013.
Klub SzSS Akademia Tbilisi, jeszcze pod nazwą Imedi Tbilisi, został założony w 2007 roku. W debiutanckim sezonie (2007/2008) występował w II lidze. Od sezonu 2008/2009 nieprzerwanie występuje w najwyższej klasie rozgrywkowej. W sezonie 2009/2010 odpadł w półfinale rozgrywek ligowych. Rok później wystąpił w finale Pucharu i Superpucharu Gruzji. W sezonie 2012/2013 zdobył mistrzostwo kraju, a także zwyciężył w rozgrywkach o puchar kraju.